# Dymock’s Buildings

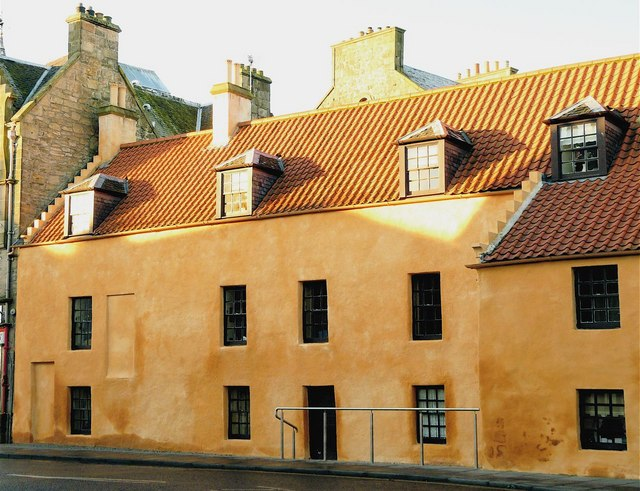
Dymock’s Buildings

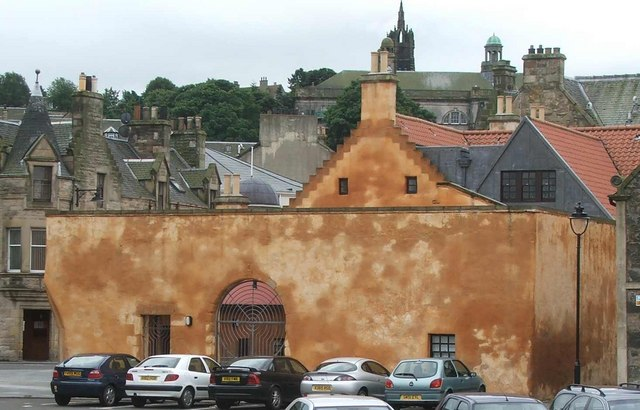
Rückansicht

Die Dymock’s Buildings sind eine zusammenhängende Gebäudegruppe in der schottischen Stadt Bo’ness in der Council Area Falkirk. 1980 wurde das Bauwerk in die schottischen Denkmallisten zunächst in der Kategorie C aufgenommen. Die Hochstufung in die höchste Kategorie A erfolgte 1998.

## Geschichte
William Thomson errichtete wahrscheinlich um 1650 das Kernstück der heutigen Gebäudegruppe. Gegen Ende des 17. Jahrhunderts wurde ein Anbau hinzugefügt, sodass ein T-förmiger Grundriss entstand. Im Jahre 1714 erwarb der Kaufmann  Robert Gregorie mit seiner Gattin Janet Osborne das Gebäude und ließ es erweitern und umgestalten. Es entstand eine komplexe Anordnung mit Bedienstetenquartieren und einem Innenhof, die sowohl als Wohn- als auch als Geschäftshaus diente. Auf einem Schlussstein ist das Jahr 1717 in Zusammenhang mit den Monogrammen RG und IO angegeben. Mehrere Bauwerke aus diesem Zeitraum sind heute nicht mehr erhalten und wurden im Rahmen einer umfangreichen archäologischen Untersuchung nachvollzogen. Bei einem dieser Gebäude handelte es sich wahrscheinlich um eine Darre. Auch den Innenraum ließ Gregorie aufwändig umgestalten.
Anhand der Tatsache, dass die Innengestaltung bis in die 1950er Jahre nahezu unverändert erhalten blieb, erscheint es plausibel, dass die folgenden, nicht namentlich bekannten Eigentümer über bescheidenere finanzielle Mittel verfügten. Die archäologischen Untersuchungen wurden im Rahmen der Restaurierung der Dymock’s Buildings in den Jahren 2003 und 2004 durchgeführt. In den Gebäuden wurden insgesamt acht Wohneinheiten eingerichtet.

## Beschreibung
Die Dymock’s Buildings nehmen eine markante Position am Zusammenfluss mehrerer Straßen im Norden von Bo’ness ein. Schräg gegenüber liegt das ebenfalls denkmalgeschützte Kino The Hippodrome. Die Fassaden der zweistöckigen Gebäude sind mit Harl verputzt. Das Dachgeschoss ist ausgebaut und mit Walmdachgauben ausgestattet. Die Giebel sind teilweise als Staffelgiebel gearbeitet. Eine hohe Mauer umgibt den Innenhof, der durch einen Torbogen an der Nordseite zugänglich ist. Der Innenraum entspricht weitgehend dem Zustand aus dem 18. Jahrhundert. Bemerkenswert ist der gusseiserne Kamin.